# 153 Formen des Nichtseins
153 Formen des Nichtseins ist das Romandebüt von Slata Roschal. Das Buch erschien 2022 im Homunculus Verlag. Es wurde u. a. mit dem Bayerischen Kunstförderpreis 2022 ausgezeichnet sowie 2023 mit dem Literaturpreis Christine.

## Inhalt und Stil
153 Formen des Nichtseins erzählt in eigenwillig fragmentierter Weise die Geschichte einer Frau, die in vieler Hinsicht nicht der Mehrheitsgesellschaft angehört. Die Ich-Erzählerin ist als Kind als Aussiedlerin von Russland nach Deutschland emigriert, sie ist jüdischer Abstammung, aber in einer Familie aufgewachsen, die den Zeugen Jehovas angehört. Und sie ist alleinerziehende Mutter. Die Identitätssuche zwischen den Sprachen, aber auch zwischen den verschiedenen Rollenbildern, die der Ich-Erzählerin Ksenia zugeschrieben werden, ist eines der Hauptthemen, die sich durch das Buch ziehen. Ebenso wird die Auseinandersetzung mit den damit einhergehenden Vorurteilen ein wichtiges Thema.
Der Roman verweigert sich einem durchgehenden Erzählstrang, er reiht Tagebuchnotizen, kurze Informationseinheiten, E-Mails, Listen und Erinnerungssplitter aneinander.

## Rezeption
Im Deutschlandfunk Kultur lobt Lara Sielmann das Prosadebüt Slata Roschals als „vielschichtig“, sie hebt die „Wortgewandtheit der Autorin“ hervor. Für den Deutschlandfunk urteilt Jan Drees, 153 Formen des Nichtseins passe in unsere Zeit und sei „eines der interessantesten Debüts des [...] Literaturjahrs 2022.“ Antje Weber sieht in einer Rezension für die Süddeutsche Zeitung das Buch als „das beeindruckende Zeugnis einer Bewusstwerdung, einer mühsamen Selbstermächtigung“. Im Freitag meint Beate Tröger, der Roman sei „kluge, unideologische Emanzipationsliteratur“ und „radikaler als Annie Ernaux“.
153 Formen des Nichtseins stand 2022 auf der Longlist des Deutschen Buchpreises, auf der Bestenliste des SWR und wurde im gleichen Jahr mit dem Bayerischen Kunstförderpreis ausgezeichnet. In der Jurybegründung wird vor allem die ungewöhnliche Erzählform gewürdigt, mit der Slata Roschal „ihren Leserinnen und Lesern neue gedankliche Räume und [...] ein außergewöhnliches Leseerlebnis“ verschaffe.
2023 wurde das Buch mit dem Literaturpreis Christine der BücherFrauen ausgezeichnet. Die Jury lobte den Roman als „mutiges Buch von universeller Tragweite, über Verortung in der Gesellschaft, Vorurteile, Selbstzweifel, Schuldgefühle, Orientierungslosigkeit und Freiheit“. Die Stadt Aalen zeichnete 153 Formen des Nichtseins mit dem Schubart-Literaturpreis aus.